# 首爾特別市
37°34′N 126°58′E / 37.567°N 126.967°E
首爾特別市（韩语：／ Seoul Teukbyeolsi）通称首尔（韩语： Seoul，發音：[sʰʌ.uɭ] ⓘ），是大韩民国首都及经济、科技、文化中心，亦是朝鲜半岛人口最多的城市。位于朝鲜半岛中部，韩国西北部的汉江流域。截至2024年，全市人口达930萬；而以首尔为核心的韓國首都圈，总人口达2,600万，不僅位居韓國第一，亦名列世界第5大都會區。首尔获评选爲Alpha级国际大都市。
首尔的位置最早为传疑时代的真番国，公元前18年，朝鲜三国的百济首先定都于此地，之後成為高麗王朝的南京。1394年，朝鮮王朝開國之君李成桂迁都於此，並改原城名汉阳（한양）為漢城（한성），自此成為朝鮮半島的政治及經濟中樞。日治時期更名為「京城」（경성）。第二次世界大战後，以韓語固有詞更名為，意為「首都」，中文继续以“漢城”譯之。2005年，官方中文译名改为“首尔”。朝鲜战争停战后至亚洲金融危机前，作為韓國首都经济快速恢复和发展，创造了「汉江奇迹」，並孕育了三星、现代、LG、SK等大型財閥。
首爾建城歷史逾兩千年，境内有昌德宮、宗庙、朝鲜王陵等3处世界文化遗产以及崇礼门等重要古迹。首尔曾举办1986年亚洲运动会、1988年夏季奥林匹克运动会、2002年世界杯足球赛等国际体育赛事，以及2010年G20峰会等国际会议，並曾獲選為2010年世界设计之都。

## 歷史

### 古代

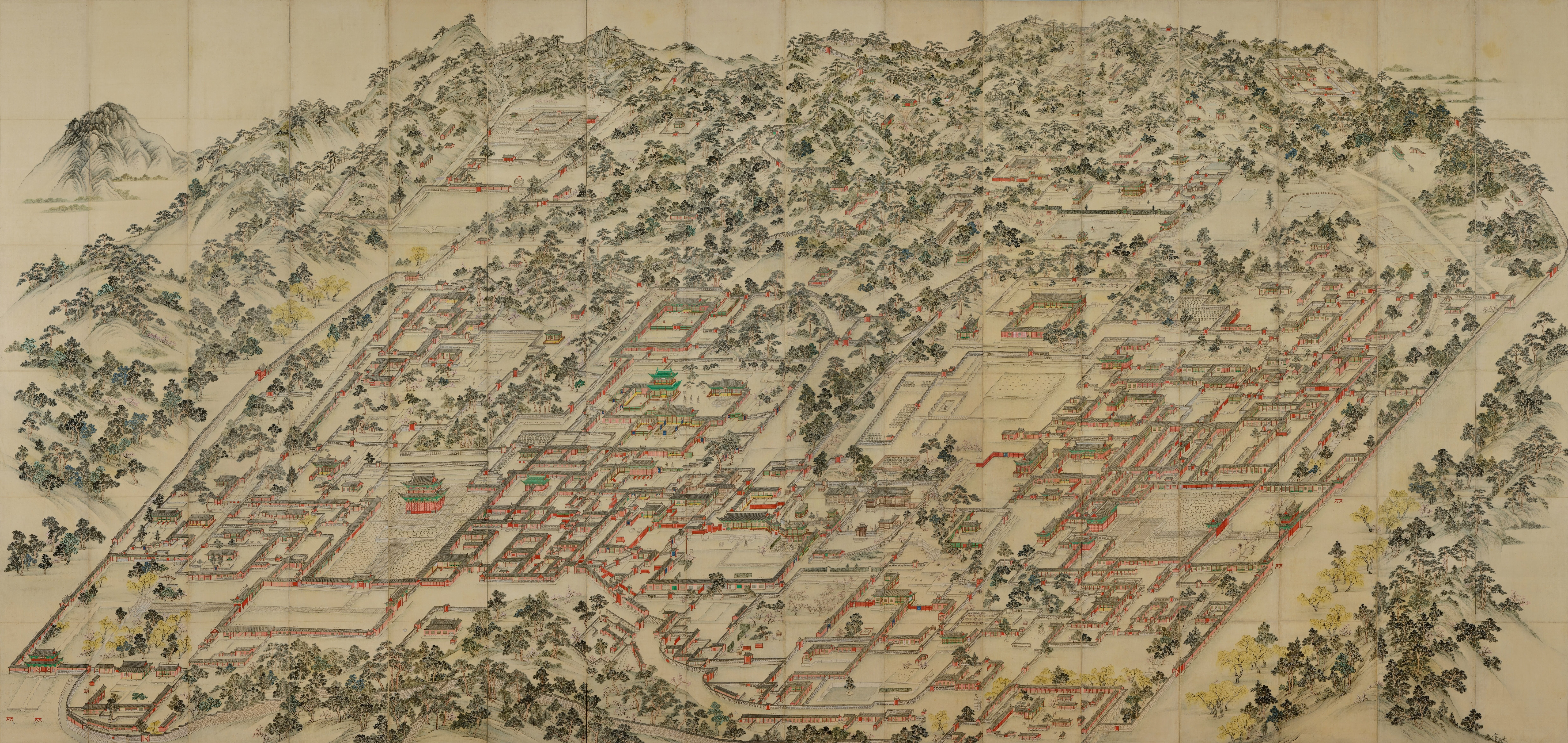
東闕圖

首尔从朝鲜三国时期的百济国都慰禮城（意为“我们的城”）始建，就開始了它在朝鮮半島上作為首都或重要城市的地位。此後，今日的首爾一直都是高句麗、百濟和新羅三家必爭之地。统一新罗時代，開始定名為“漢陽”。高丽王朝時期將漢陽定為南京，於高麗文宗23年（即1068年）時命名，到恭愍王時的1356年，開始遷都往南京，但其後中斷。此後，在禑王、恭讓王時亦再提及過遷都南京的事。1392年，李成桂在開京（今開城）建立朝鮮王朝，1394年遷都漢陽，並將漢陽改為“漢城”。

### 近代

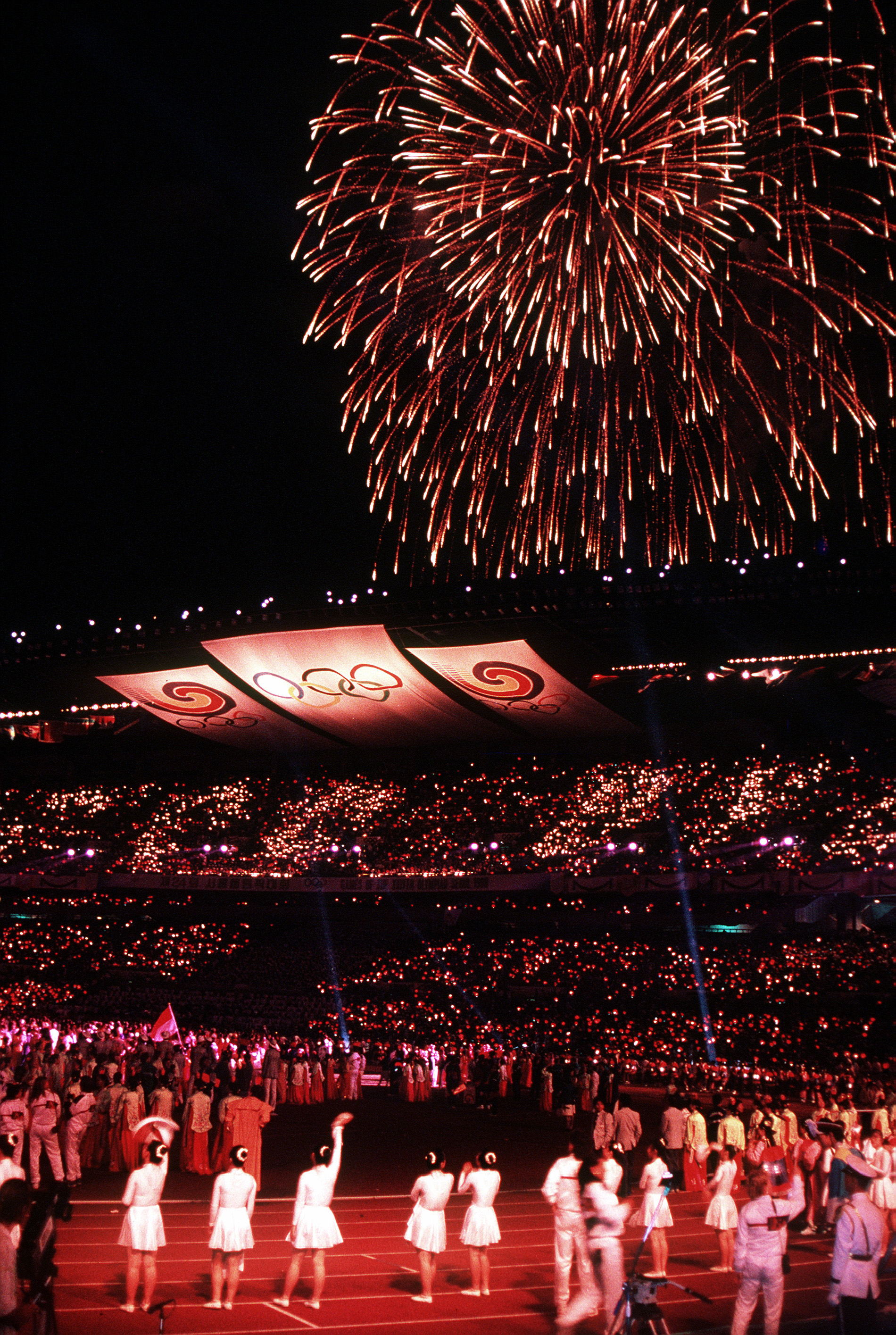
1988年汉城奥运会闭幕式

1910年日韓併合之后，朝鮮總督府以府令第7号，將漢城改名為「京城」，置京城府，並與開城府一同併入京畿道（日帝強佔期的「府」相當於日本本土「市」層級）。
1945年8月朝鲜半岛脫離日本統治後不久即实行美蘇分據，初期仍名為京城府。1946年8月15日，美軍政廳公布法令第106號，將京城府從京畿道分離，以韓語固有詞更名為（拉丁字母转写为，義爲「首都」）。由於該名稱沒有對應的漢字，中文使用者沿用了朝鲜王朝和大韓帝國时期的汉字名「漢城」。漢城從該日起改制為特別自由市，1948年隨著大韓民國成立而定為首都。
朝鲜战争爆发后，漢城在朝鲜人民军、中国人民志愿军和联合国军之间四度易手，遭到交戰雙方毀滅性的摧毀，昔日繁華的市區成為一片廢墟。光化門和政府大樓（前朝鮮總督府）建築遭到嚴重損毀，市政設施多數被破壞。朝鲜在漢城展开肃反活动，处决了大量韩国中央及地方政府官员、军官、警察、资本家、传教士、教授、记者等“阶级敌人”；韓國國軍随联合国军占领漢城之后也处决了大量共产党员和“亲共分子”。战前漢城原有人口180万，由于大量难民南逃，朝鲜方面在撤退时又将剩余人员带至北方，战后只剩6万左右。

### 现代
戰後，韓國開始進行工業化，民众紛紛前往漢城谋生。漢城在此時的人口開始激增，為了满足更多人的居住需要，當時的韓國政府決定開發連接漢城及周邊地區的公路。1960年代至1997年，韩国经济高速增长，汉城也从战争后的废墟迅速恢复发展成为现代都市，并创造了汉江奇迹。1986年，汉城成功举办亚洲运动会。1988年，漢城舉行第24屆夏季奧運及第8屆夏季殘奧，成為繼東京之後第二座承辦夏季奧運的亞洲城市。2002年，做為作为第一东道国的首都，汉城承办了2002年世界盃足球賽的开幕式。
2003年12月，韩国国会通过《新行政首都特别法》，决定将韩国行政首都从汉城迁往韩国中部地区，即后来的世宗市。而2004年10月，迁都计划被韩国宪法法院裁定违宪，韩国政府遂改以搬遷部分行政機構的形式设定世宗市的行政中心城市地位，汉城得以维持首都的地位。
2005年1月19日，時任市長李明博宣布汉城的中文名称正式更改为“首尔”，并正式向中国方面要求协助改名，曾一度引发中国大陆内部的舆论讨论。有認為其係出於「去中國化」或「自我文化中心」的想法。
2010年，韩国政府放弃從2003年以來迁都世宗市的計畫，首尔仍继续維持首都地位。2010年11月，首尔市承办二十国集团峰会。
2012年7月1日，世宗市正式启用为行政中心城市后，青瓦台、韩国国会、大法院等重要国家机关仍然驻于首尔，而其他36个政府机构则于2012年9月至2014年年底期间陆续迁往世宗，陆续分担首尔市的行政首都职能。
2014年3月，首尔市政府投资4840亿韩元、由扎哈·哈迪德设计的東大門設計中心落成启用，是当时世界上最大的非标准建筑物，成为首尔市中心的新地标。

## 地理

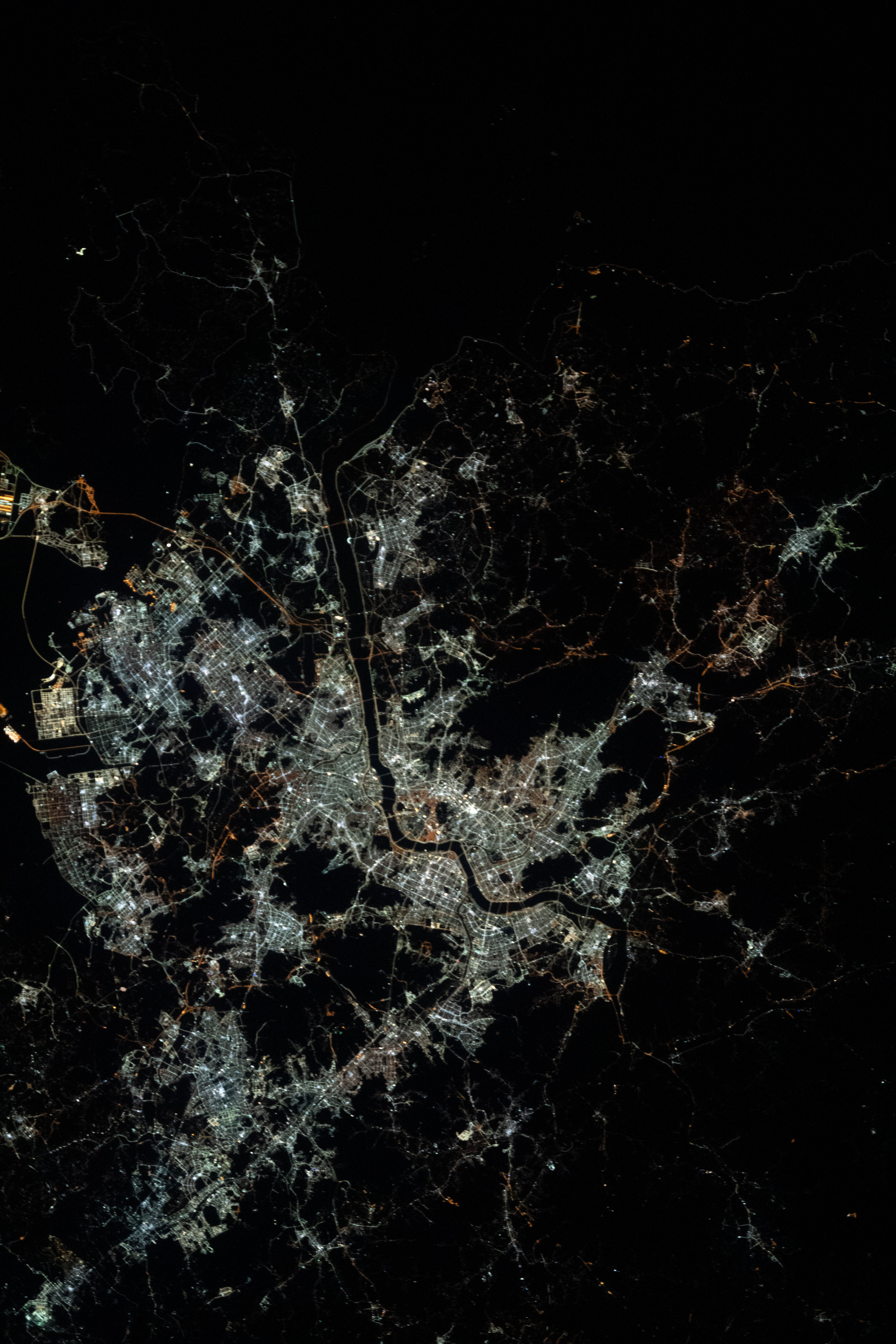
2019年从国际空间站拍摄的首尔及周边地区

首尔特别市位于朝鲜半岛中部，韩国的西北部，东与九里市和河南市相接，西与富川市和仁川广域市相邻，南与光明市、果川市、城南市、安养市接壤，北与议政府市、金浦市、高阳市、杨州市、南杨州市相接，面积605.52平方公里，人口超1020万:243。

### 地貌
首尔四周群山环抱，中间形成盆地。汉江从市区流过，将首尔分成江北和江南两个部分。在汉江以北，北汉山（836.5米）、道峰山（739.5米）、南将山（715.7米）、仁寿峰（604米）等山峰相连，构成首尔的北方界线。西北部是海拔150-250米的丘陵地带。江北东面分布着水落山（637.7米）、佛岩山（507米）、九陵山（177.9米）、龙马山（348米）等山峰，形成与京畿道的天然分界线。首尔南部的冠岳山（632米）、清溪山（546米）等山峰构成首尔南部的分界线。西南和东南部由冲积地和丘陵构成，地势平坦:244。
汉江经八堂流入首尔后，河床变宽，形成广阔的冲积地，中央还形成了蠧岛、中之岛、汝矣岛、蓝芝岛等江心岛。除汉江干流之外，首尔的河流还有清溪川、旭川、佛光川、砂川等。首尔东北方的河流沿东大门区经道峰区，到京畿道议政府市，后经中浪川最终汇入汉江。安养川、炭川、良川等河流从首尔南部山区顺山势流下，最终注入汉江:244。

### 气候
温带季风气候。夏季受北太平洋高气压影响，高温多雨；冬季西伯利亚气团影响，寒冷干燥。2003年，首尔平均气温为12.9摄氏度，其中1月份平均气温0.3摄氏度，8月份平均气温为24.2摄氏度。与同纬度地区相比，首尔显现年温差较大的大陆性气候。2003年，首尔平均降水量为1369.8毫米，其中58%的降水都集中在6-8月份。7、8月份，梅雨前锋备受导致雨水过多而引发水灾。此外，与世界其它人口超千万的大都市一样，首尔有“热岛效应”和都市风等特殊的城市气候:245。
| 首爾特別市（平均數據1991-2020年，極端數據1907年至今） | 首爾特別市（平均數據1991-2020年，極端數據1907年至今） | 首爾特別市（平均數據1991-2020年，極端數據1907年至今） | 首爾特別市（平均數據1991-2020年，極端數據1907年至今） | 首爾特別市（平均數據1991-2020年，極端數據1907年至今） | 首爾特別市（平均數據1991-2020年，極端數據1907年至今） | 首爾特別市（平均數據1991-2020年，極端數據1907年至今） | 首爾特別市（平均數據1991-2020年，極端數據1907年至今） | 首爾特別市（平均數據1991-2020年，極端數據1907年至今） | 首爾特別市（平均數據1991-2020年，極端數據1907年至今） | 首爾特別市（平均數據1991-2020年，極端數據1907年至今） | 首爾特別市（平均數據1991-2020年，極端數據1907年至今） | 首爾特別市（平均數據1991-2020年，極端數據1907年至今） | 首爾特別市（平均數據1991-2020年，極端數據1907年至今） |
| 月份                                                  | 1月                                                   | 2月                                                   | 3月                                                   | 4月                                                   | 5月                                                   | 6月                                                   | 7月                                                   | 8月                                                   | 9月                                                   | 10月                                                  | 11月                                                  | 12月                                                  | 全年                                                  |
| ----------------------------------------------------- | ----------------------------------------------------- | ----------------------------------------------------- | ----------------------------------------------------- | ----------------------------------------------------- | ----------------------------------------------------- | ----------------------------------------------------- | ----------------------------------------------------- | ----------------------------------------------------- | ----------------------------------------------------- | ----------------------------------------------------- | ----------------------------------------------------- | ----------------------------------------------------- | ----------------------------------------------------- |
| 历史最高温 °C（°F）                                   | 14.4 (57.9)                                           | 18.7 (65.7)                                           | 25.1 (77.2)                                           | 29.8 (85.6)                                           | 34.4 (93.9)                                           | 37.2 (99.0)                                           | 38.4 (101.1)                                          | 39.6 (103.3)                                          | 36.0 (96.8)                                           | 30.1 (86.2)                                           | 28.0 (82.4)                                           | 17.7 (63.9)                                           | 39.6 (103.3)                                          |
| 平均高温 °C（°F）                                     | 2.1 (35.8)                                            | 5.1 (41.2)                                            | 11.0 (51.8)                                           | 17.9 (64.2)                                           | 23.6 (74.5)                                           | 27.6 (81.7)                                           | 29.0 (84.2)                                           | 30.0 (86.0)                                           | 26.2 (79.2)                                           | 20.2 (68.4)                                           | 11.9 (53.4)                                           | 4.2 (39.6)                                            | 17.4 (63.3)                                           |
| 日均气温 °C（°F）                                     | −2.0 (28.4)                                           | 0.7 (33.3)                                            | 6.1 (43.0)                                            | 12.6 (54.7)                                           | 18.2 (64.8)                                           | 22.7 (72.9)                                           | 25.3 (77.5)                                           | 26.1 (79.0)                                           | 21.6 (70.9)                                           | 15.0 (59.0)                                           | 7.5 (45.5)                                            | 0.2 (32.4)                                            | 12.8 (55.0)                                           |
| 平均低温 °C（°F）                                     | −5.5 (22.1)                                           | −3.2 (26.2)                                           | 1.9 (35.4)                                            | 8.0 (46.4)                                            | 13.5 (56.3)                                           | 18.7 (65.7)                                           | 22.3 (72.1)                                           | 22.9 (73.2)                                           | 17.7 (63.9)                                           | 10.6 (51.1)                                           | 3.5 (38.3)                                            | −3.4 (25.9)                                           | 8.9 (48.0)                                            |
| 历史最低温 °C（°F）                                   | −22.5 (−8.5)                                          | −19.6 (−3.3)                                          | −15.3 (4.5)                                           | −9.4 (15.1)                                           | 2.4 (36.3)                                            | 7.0 (44.6)                                            | 10.9 (51.6)                                           | 13.5 (56.3)                                           | 3.2 (37.8)                                            | −5.1 (22.8)                                           | −11.9 (10.6)                                          | −23.1 (−9.6)                                          | −23.1 (−9.6)                                          |
| 平均降水量 mm（）                                     | 16.8 (0.66)                                           | 28.2 (1.11)                                           | 36.9 (1.45)                                           | 72.9 (2.87)                                           | 103.6 (4.08)                                          | 129.5 (5.10)                                          | 414.4 (16.31)                                         | 348.2 (13.71)                                         | 141.5 (5.57)                                          | 52.2 (2.06)                                           | 51.1 (2.01)                                           | 22.6 (0.89)                                           | 1,417.9 (55.82)                                       |
| 平均降水天数（≥ 0.1 mm）                              | 6.1                                                   | 5.8                                                   | 7.0                                                   | 8.4                                                   | 8.6                                                   | 9.9                                                   | 16.3                                                  | 14.7                                                  | 9.1                                                   | 6.1                                                   | 8.8                                                   | 7.8                                                   | 108.6                                                 |
| 平均降雪天数                                          | 7.1                                                   | 5.1                                                   | 2.8                                                   | 0.2                                                   | 0.0                                                   | 0.0                                                   | 0.0                                                   | 0.0                                                   | 0.0                                                   | 0.0                                                   | 2.3                                                   | 6.4                                                   | 23.9                                                  |
| 平均相對濕度（％）                                    | 56.2                                                  | 54.6                                                  | 54.6                                                  | 54.8                                                  | 59.7                                                  | 65.7                                                  | 76.2                                                  | 73.5                                                  | 66.4                                                  | 61.8                                                  | 60.4                                                  | 57.8                                                  | 61.8                                                  |
| 月均日照時數                                          | 169.6                                                 | 170.8                                                 | 198.2                                                 | 206.3                                                 | 223.0                                                 | 189.1                                                 | 123.6                                                 | 156.1                                                 | 179.7                                                 | 206.5                                                 | 157.3                                                 | 162.9                                                 | 2,143.1                                               |
| 来源：韓國氣象廳                                      |                                                       |                                                       |                                                       |                                                       |                                                       |                                                       |                                                       |                                                       |                                                       |                                                       |                                                       |                                                       |                                                       |

## 行政区划
首尔是大韩民国的首都和唯一的特别市，下辖25個区（구）、423個洞（동）。“洞”相當於“屯”、“村”或“里”。這423個洞，又由合计13,787個“统（통）”组成。
首爾下辖的二十五個區的名稱分別詳列如下：（以韓語次序排列）

首爾特別市行政區劃圖

| 韓語區名 | 漢字區名 | 韓語區名 | 漢字區名 | 韓語區名 | 漢字區名 |
| -------- | -------- | -------- | -------- | -------- | -------- |
| 강남구   | 江南區   | 도봉구   | 道峰區   | 양천구   | 陽川區   |
| 강동구   | 江東區   | 동대문구 | 東大門區 | 영등포구 | 永登浦區 |
| 강북구   | 江北區   | 동작구   | 銅雀區   | 용산구   | 龍山區   |
| 강서구   | 江西區   | 마포구   | 麻浦區   | 은평구   | 恩平區   |
| 관악구   | 冠岳區   | 서대문구 | 西大門區 | 종로구   | 鐘路區   |
| 광진구   | 廣津區   | 서초구   | 瑞草區   | 중구     | 中區     |
| 구로구   | 九老區   | 성동구   | 城東區   | 중랑구   | 中浪區   |
| 금천구   | 衿川區   | 성북구   | 城北區   |          |          |
| 송파구   | 松坡區   | 노원구   | 蘆原區   |          |          |

## 人口
以首爾為中心的韓國首都圈（亦稱首尔首都圈，包括仁川广域市和京畿道的大部分地区），人口達2300萬。2013年4月「世界城市區域研究」發布第9屆調查報告，南韓首爾都會圈人口2286萬人，在世界大都市依照人口數排名第三。
首尔是人口密度极高的城市，其人口密度几乎是纽约的2倍，但略逊于巴黎。2009年，首尔的总人口達10,208,302人，常住人口几乎都是韩国人，但有少数的中國人和日本人。2010年，首尔的外籍人口为255,501人，其中的66%是中国朝鮮族，总人数有186,631人；其次是非朝鲜族的中国人，有29,901人，再次是美国人，有9,999人。

## 文化与生活

### 博物馆

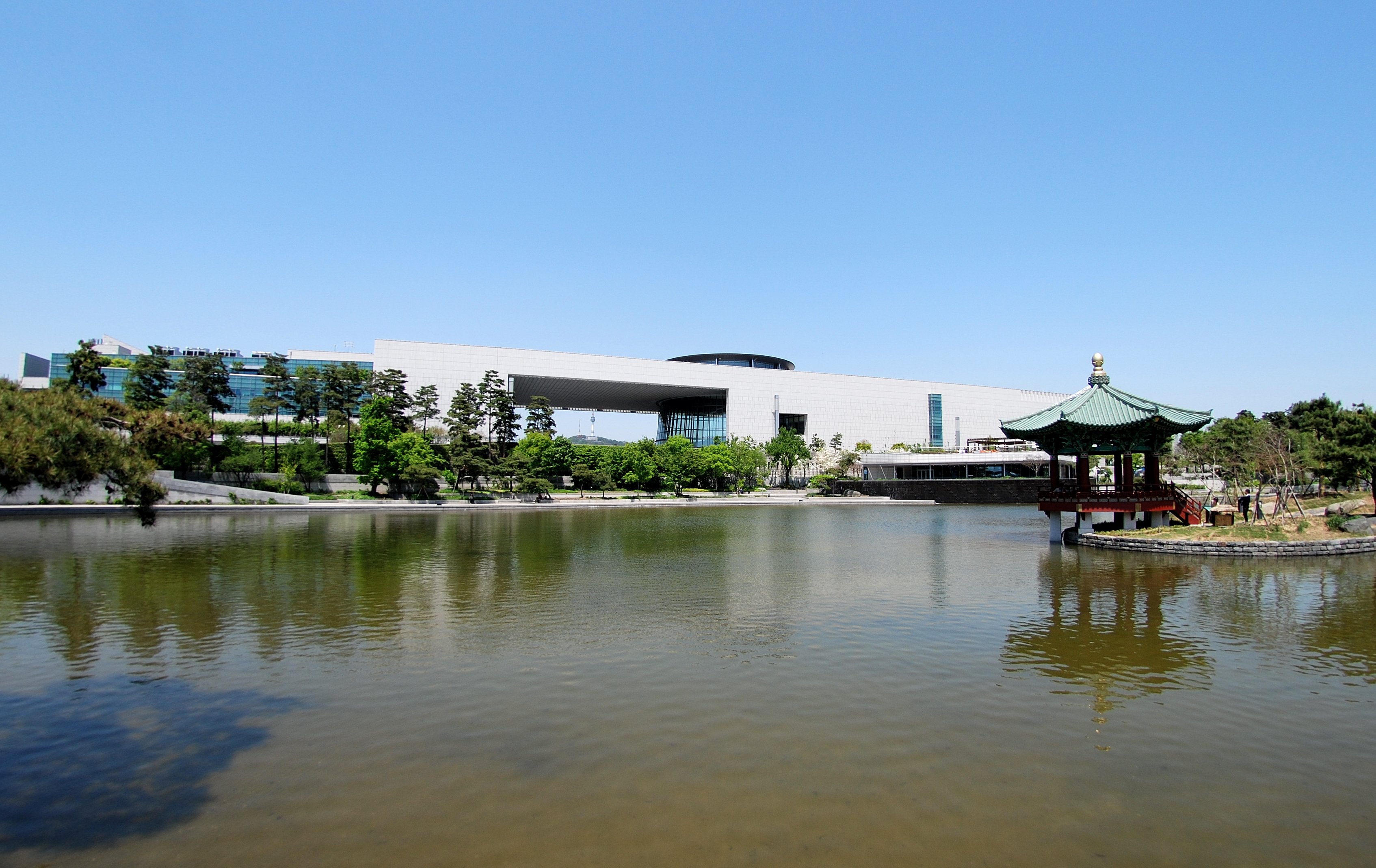
韩国国立中央博物馆

首尔市拥有100多家博物馆，其中包括3个国立博物馆和9个市立博物馆。位于首尔的韩国国立中央博物馆是首尔也是韩国最具代表的国立博物馆。自1945年建成以来，馆藏文物已达15万件。2005年10月博物馆迁址于目前龙山家族公园的位置。2010年国立中央博物馆参观人数在世界艺术博物馆中排名第九。
首尔另外两个国立博物馆是位于景福宫内的国立古宫博物馆和国立民俗博物馆。另外首尔还有两个展示韩国民俗文化的民俗村：北村韩屋村和南山谷韩屋村。民俗村内有韩屋、公园和博物馆。 韩国战争纪念馆是世上最大规模的战争主题纪念馆，以收集、保存和展出历代韩国战争的史料为宗旨。

### 宗教

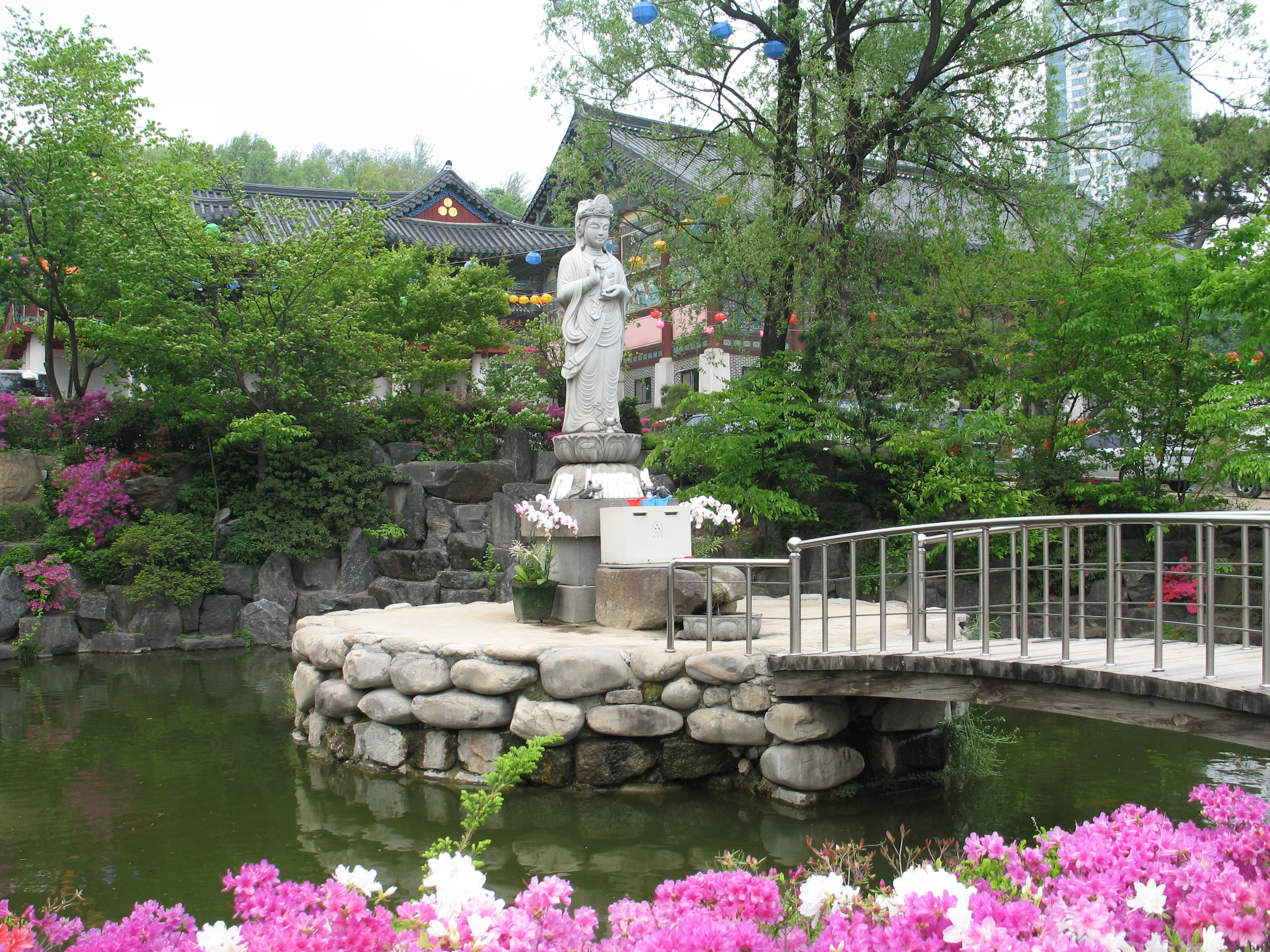
奉恩寺

宗教在韩国社会和政治中扮演着重要的角色。位于朝鮮饭店旁的圜丘坛是原韩国君主举行祭天仪式的场所。这种祭天仪式自朝鲜三国时期就开始在韩国传承。由于14世纪的朝鲜王朝采纳了儒教为国教，因此首尔有许多儒教寺庙。朝鲜王朝的后裔至今依然在宗庙举行儒教祭祀。宗庙作为世界最古老的皇家儒教祠庙，1995年被列入世界遗产名录。同一时期的建筑还有文庙和东关王庙。虽然佛教在朝鲜王朝时期受到排挤，但佛教至今在韩国依然流传。曹溪寺是曹溪宗和韩国佛教的总部。华溪寺和奉恩寺也是首尔重要的两座佛寺。
基督教在韩国社会有很大影响力。位于明洞地区的天主教明洞圣堂是不仅是该地区的标志性建筑也是韩国最大的天主教堂，是韩国基督教的象征。此外首尔还有许多新教教堂，其中规模最大是长老宗，同时也有循道宗、浸信会和信义宗教堂。

### 文化节

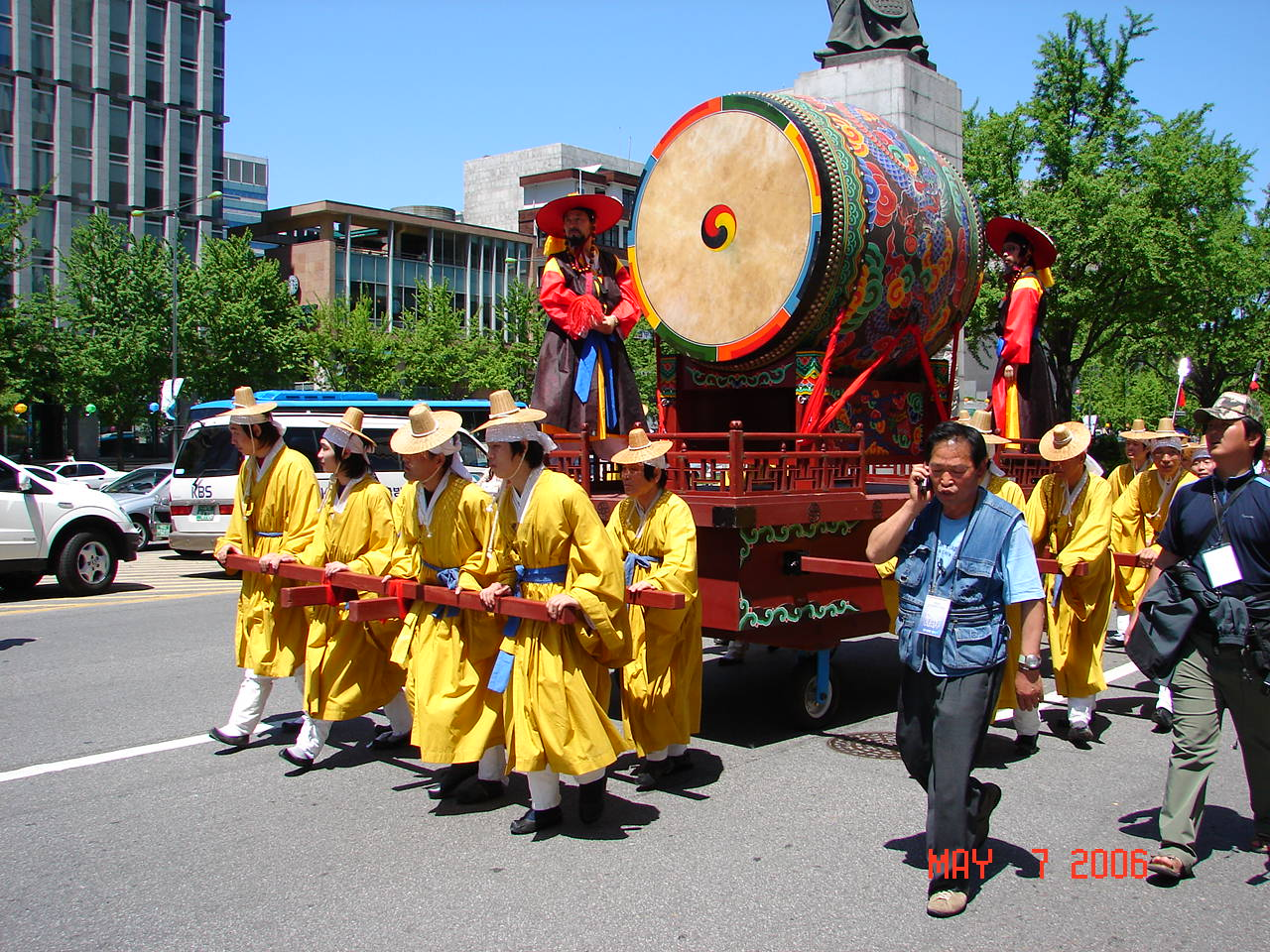
Hi! Seoul文化节的游行表演

Hi! Seoul是首尔自2003年以来每年举行的文化节。每年的春、夏、秋、冬各季一次由首尔市政府举办。此项活动是基于1994年以来每年10月的“首尔市民日”，用于纪念首尔作为韩国首都600年的历史。另外韩华集团每年举办首尔国际烟花节。

## 教育
首爾市高等教育资源丰富，拥有首爾大學、延世大學、高麗大學等34所高等院校。
| - 首爾大學 - 高麗大學 - 延世大學 - 成均館大學 - 汉阳大學 | - 慶熙大學 - 弘益大學 - 韓國外國語大學 - 梨花女子大學 - 淑明女子大學 | - 漢城大學 - 東國大學 - 建國大學 - 檀國大學 - 聖公會大學 | - 中央大學 - 韓國放送通信大學 - 西江大學 - 首爾市立大學 - 韓國天主教大學 | - 国民大学 |

## 經濟

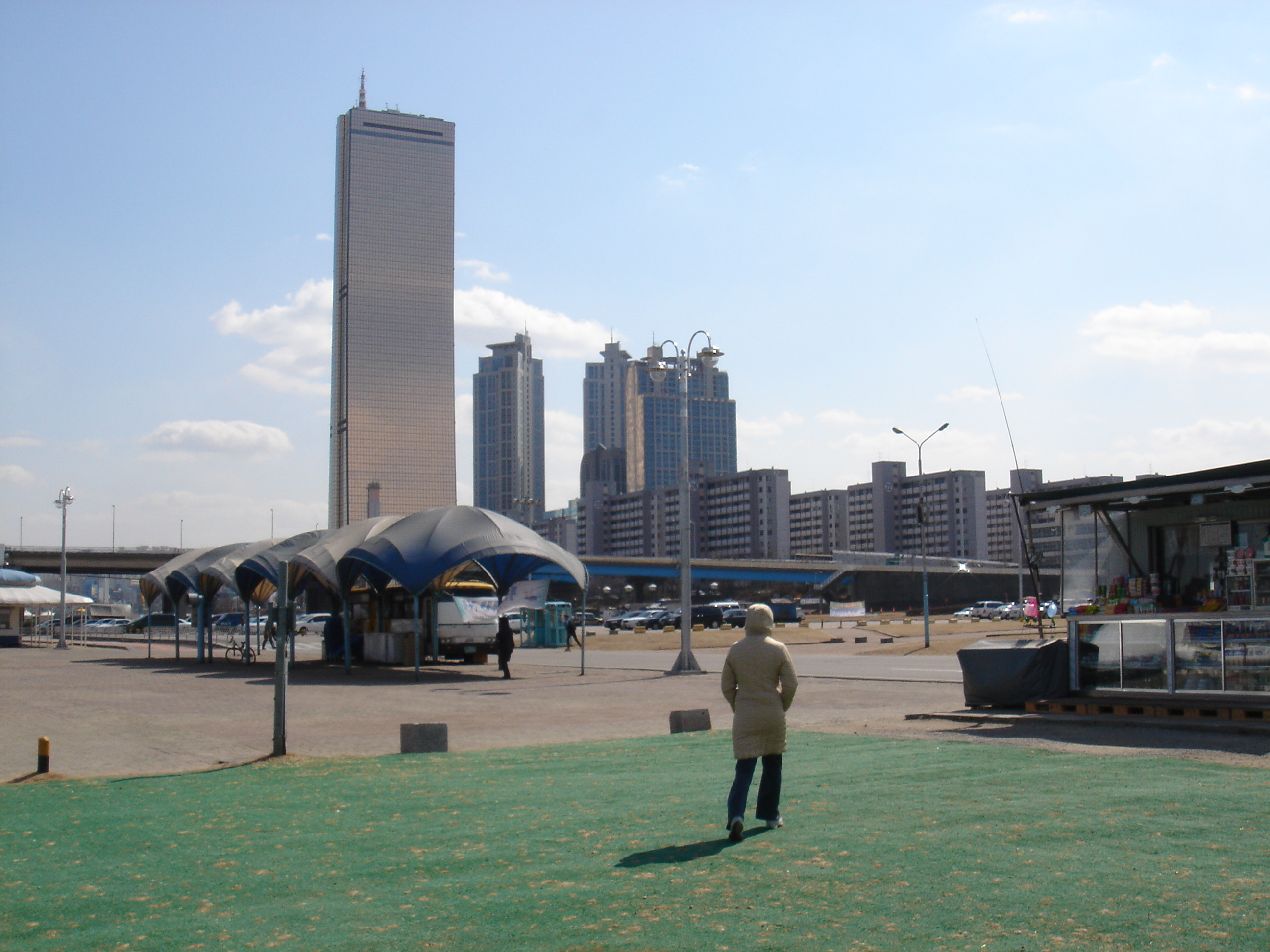
首尔63大廈

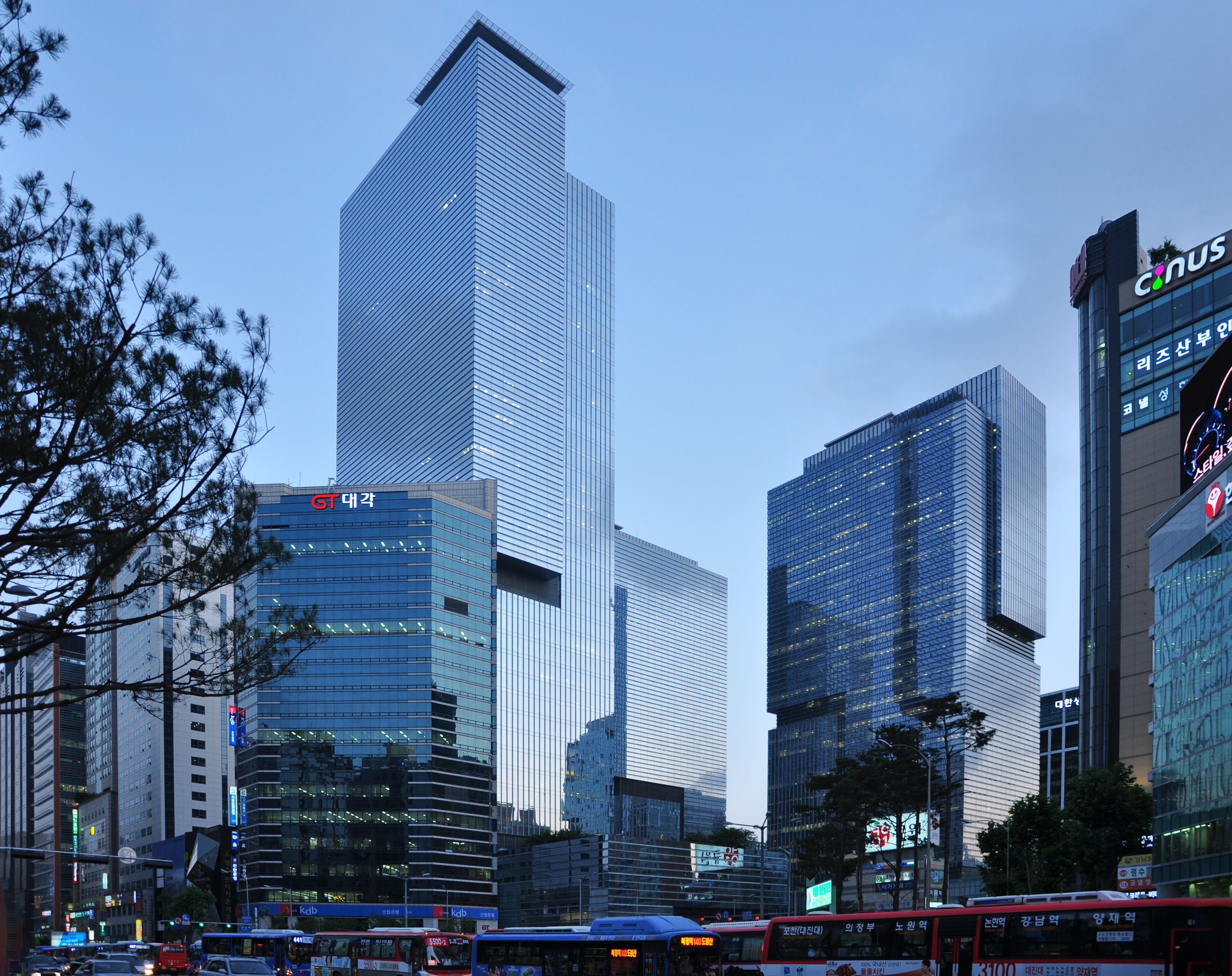
首尔瑞草區的三星城

首尔是韩国的经济中心和亚洲主要金融中心之一，三星、樂金（LG）、現代、起亞（KIA）集團和SK集团等大型跨国公司的总部都设在首尔。虽然首尔仅占韩国国土面积的0.6%，但其GDP却占韩国GDP的21%。根据全球化及世界城市研究网络發佈的2016全球城市排名，首爾为Alpha - 级，與台北、深圳、新德里、廣州等同屬於Alpha - 國際三級大都會。首尔市内的物價昂貴，消費者物價指數世界第五，在亚洲仅次于东京。首尔同时也是一个高度数字化的城市，其数字机会指数（Digital Opportunity Index）排名世界第一。

### 金融业

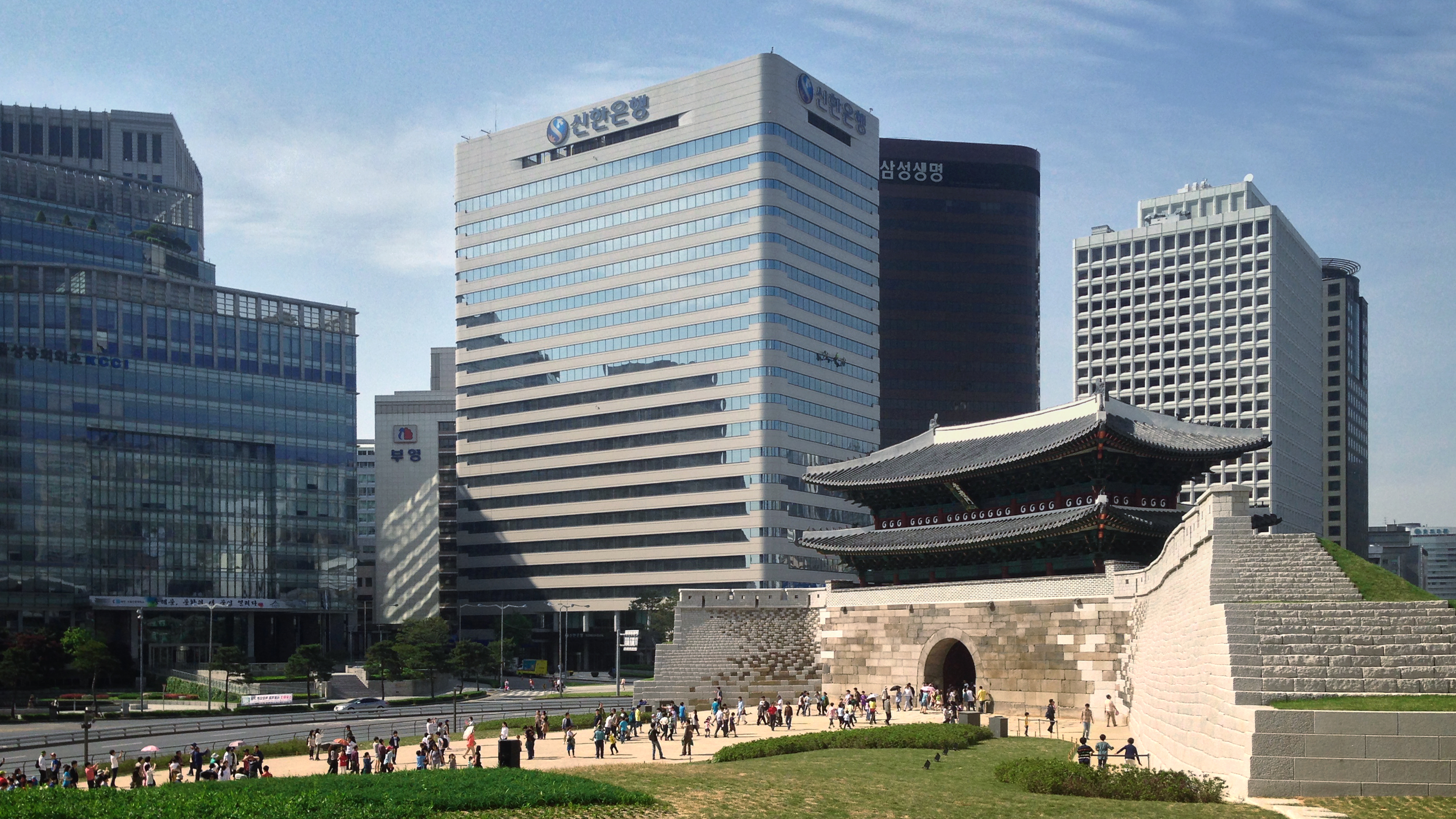
总部位于首尔南大门旁的新韩银行成立于1897年，是韩国历史上的第一家民营银行

首尔是亚洲的主要金融中心之一。韩国外换银行、韩亚银行、新韩银行、国民银行等银行的总部也设在首尔，其中新韩银行成立于1897年，是韩国历史上第一家民营银行。此外，国际性银行都在首尔设有分支机构。

### 商业

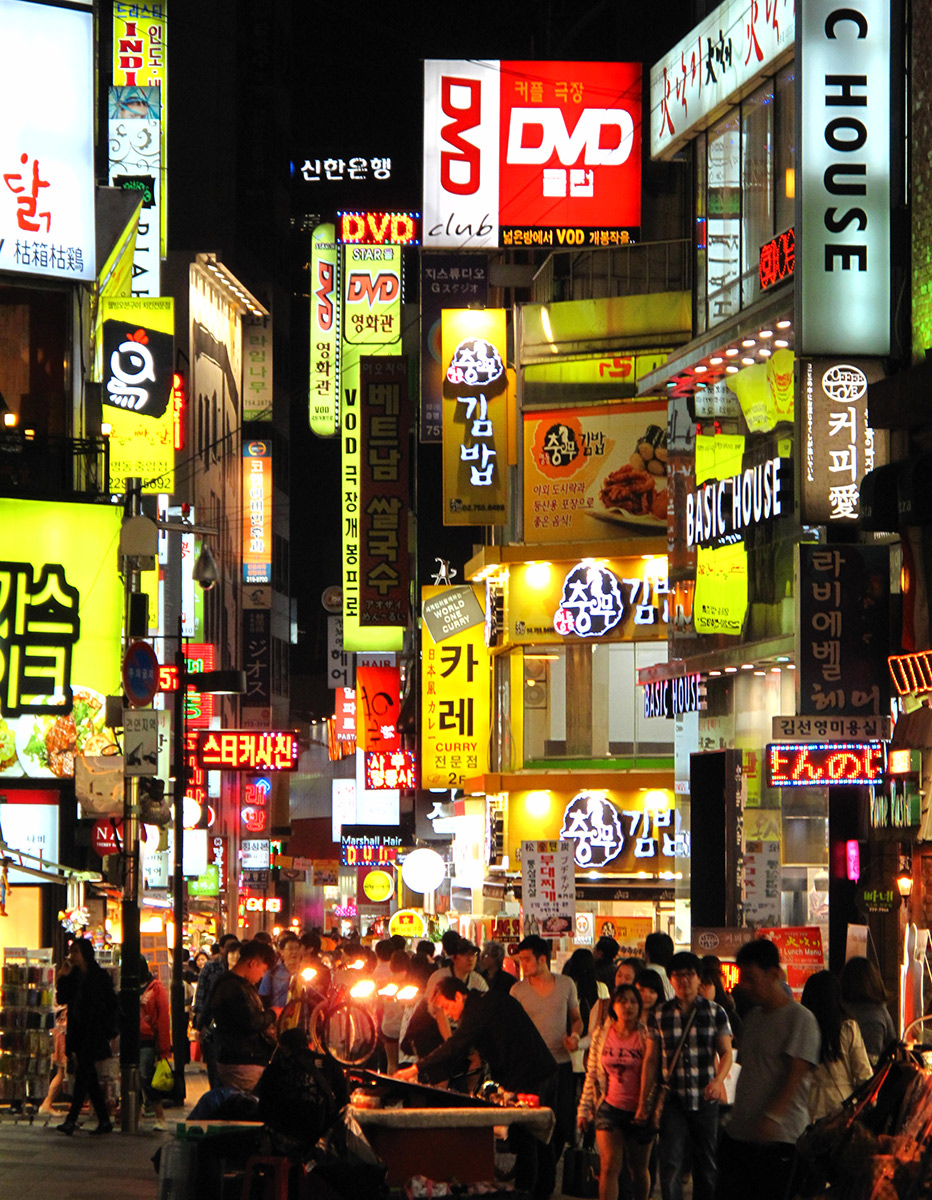
首尔明洞商业区

首尔的东大门市场是韩国最大的市场。 明洞集购物和娱乐为一体的商业区，区内布满中、高档商店、服装专卖店、和国际品牌专卖店。明洞附近的南大门市场以南大门命名是首尔目前持续运营历史最悠久的市场。 新村是迎合青年人和大学生的购物区。
仁寺洞是首尔的文化艺术市场。黄鹤洞跳蚤市场是个古董市场。梨泰院是外国人及驻韩美军的购物区。江南区是首尔最昂贵的地段，有狎鸥亭、清潭洞和COEX商场等高档购物区及高尚住宅區。首尔的批发市场有鹭梁津水产市场和可乐市场。龙山电子市场是亚洲最大的电子市场。

## 交通
首尔市交通区位优越，首尔市内拥有金浦国际机场，与韩国最大的航空枢纽仁川国际机场相距45公里，距离韩国第二大海港仁川港35公里。此外，首尔通过铁路系统可通达韩国各主要城市。首尔市的交通网络建设开始于大韩帝国时期。首尔的第一条有轨电车和连接首尔和仁川的铁路都是这一时期修建的。钟路上的有轨电车一直是首尔市最重要的有轨电车线，直到20世纪70年代被新建的首尔地铁1号线所取代。今天的首尔已拥有纵横交错的世界先进的交通网络。

### 巴士
首尔的巴士线路由首尔市政府运营，通过4条主要线路覆盖首尔市的大部分地区。首尔市内还有许多城际/快速客运枢纽，包括瑞草区内的首尔高速巴士客运站、首尔市中心高速巴士客运站和首尔南部高速巴士客运站，广津区内的首尔东部高速巴士客运站和中浪区的上凤高速巴士客运站。为减少环境污染，首尔市政府已决定将7千余辆柴油巴士换成燃气巴士。

### 地铁

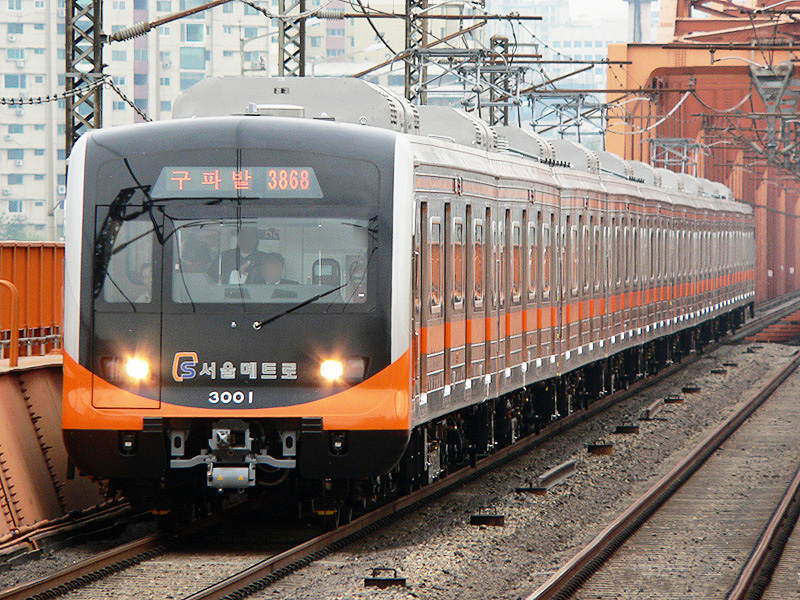
韩国首都圈电铁23

首尔地铁是世界最繁忙的地铁系统之一，连接首尔特别市内的各个区和周边的首都圈地区，日载客量超过8百万人次。首都圈电铁以首尔的九条地下铁路为主，并辅以韩国铁道公社的线路及仁川地铁等线路，合共23条路线。现时整个铁路系统里，单单是首尔交通公社和首尔市地铁9号线株式会社的营运路段，其总长度已达314公里。而未来更有多条新路线及多条路线的延长工程正在开展中。

### 铁路
首尔与韩国的所有主要城市都有铁路相连，与大多数的主要城市都通韩国高速铁道（KTX）。2004年，首尔至釜山的高速铁路京釜高速线开通，全长412公里，最高时速达300公里。
主要的铁路车站有：
- 首尔站, 龙山区: 京釜线 (KTX/新村号/无穷花号)，京义线 (新村号/通勤)
- 龙山站, 龙山区: 湖南线 (KTX/新村号/无穷花号)， 全罗线/长项线 (新村号/无穷花号)
- 永登浦站, 永登浦区: 京釜线/湖南线/长项线 (新村号/无穷花号)
- 清凉里站, 东大门区: 京春线/中央线/岭东线/太白线 (无穷花号)

### 航空
首尔特别市的通航的航班由位于仁川市的仁川国际机场和位于原金浦郡的金浦国际机场运营。
金浦国际机场曾是首尔唯一的国际機場。2001年3月，位于仁川市永宗岛的仁川国际机场投入运营后，取代了金浦国际机场的作为韩国国际航空枢纽地位。目前，仁川国际机场负责首尔绝大部分的国际航班，而金浦国际机场则主要负责韩国的国内航班和少量与东京国际机场 (羽田机场)、关西国际机场、臺北松山机场、上海虹桥国际机场和北京首都国际机场的国际航班。仁川国际机场已经发展成为亚洲和世界最繁忙的国际机场之一。
仁川国际机场和金浦国际机场与首尔有高速公路和仁川国际机场铁路连接。仁川国际机场铁路还可以换乘仁川地铁1号线。金浦国际机场则与首尔地铁5号线、9号线相连。两个机场之间还有机场巴士穿梭。

## 体育
首尔曾成功举办过亚运会、奥运会等综合性国际体育赛事，也曾举办过世界杯足球赛、世界棒球经典赛等单项体育赛事。1986年，首尔成功举办第十届亚运会，2年后，依托部分亚运会的场馆，首尔成功举办了第二十四届夏季奥运会，该届奥运会的会歌《手拉手》成为经典歌曲，被广泛传唱。2002年，首任参与举办2002年世界杯足球赛并承办了开幕式，2017年首尔举办了世界棒球經典賽。

### 球队
- 足球：FC首尔、首尔衣恋足球俱乐部
- 棒球：斗山熊、LG双子、Kiwoom英雄
- 篮球：首尔SK骑士、首尔三星迅雷

### 竞技场

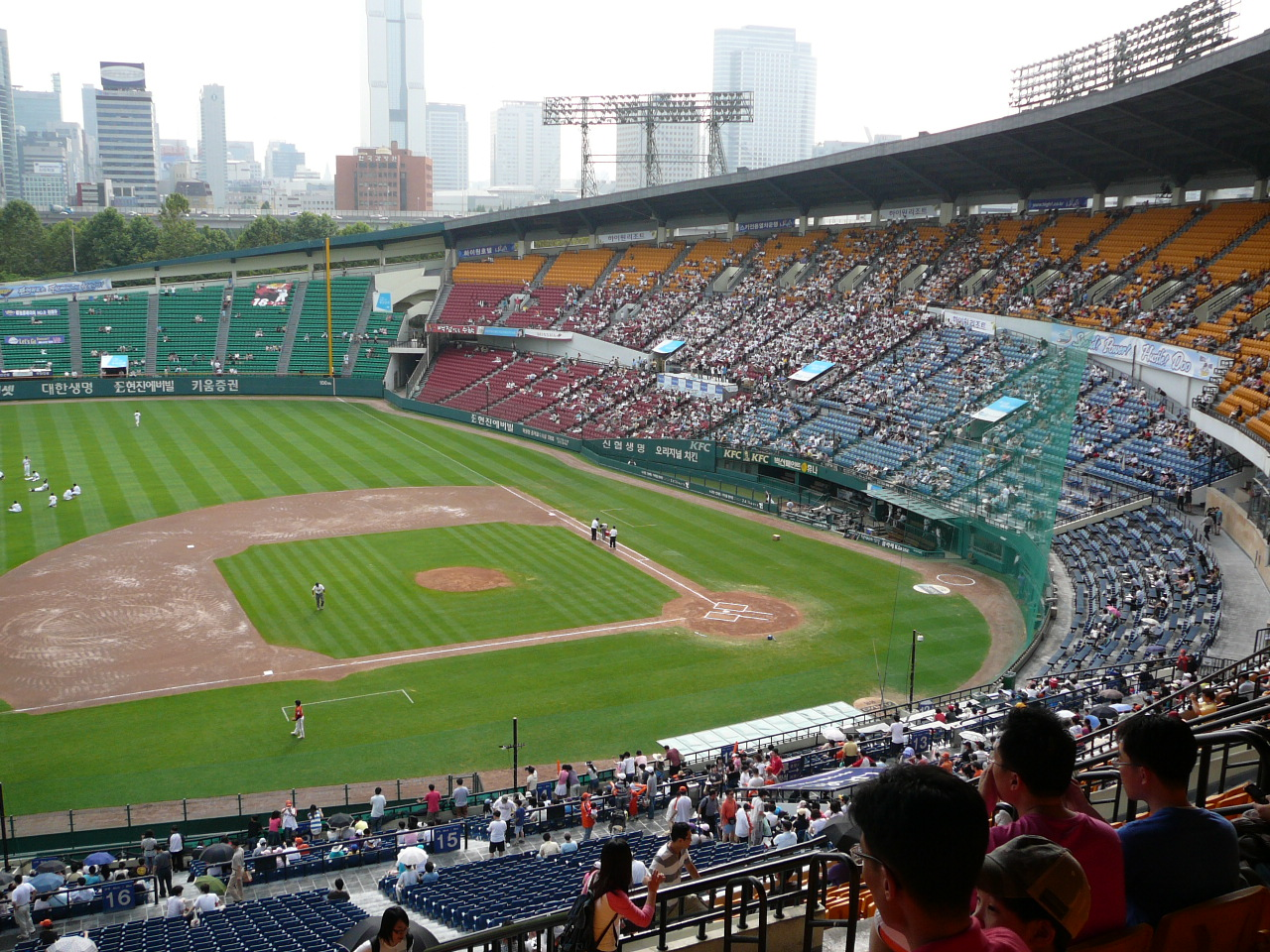
蚕室棒球场

| - 首爾綜合體育場 - 韓國國技院 - 蠶室綜合運動場 - 蠶室綜合體育館 - 蠶室棒球場 | - 首爾奧林匹克公園 - 首爾世界杯競技場 - 東大門運動場 - 東大門運動場棒球場 | - 獎忠網球場 - 亞洲冰球聯赛 |

## 旅遊
首尔市旅游业发达，是国际旅客重要的旅游目的地城市。2025年，赴首尔市旅行的国际旅客已經突破6,800萬人次。

### 旅游景点

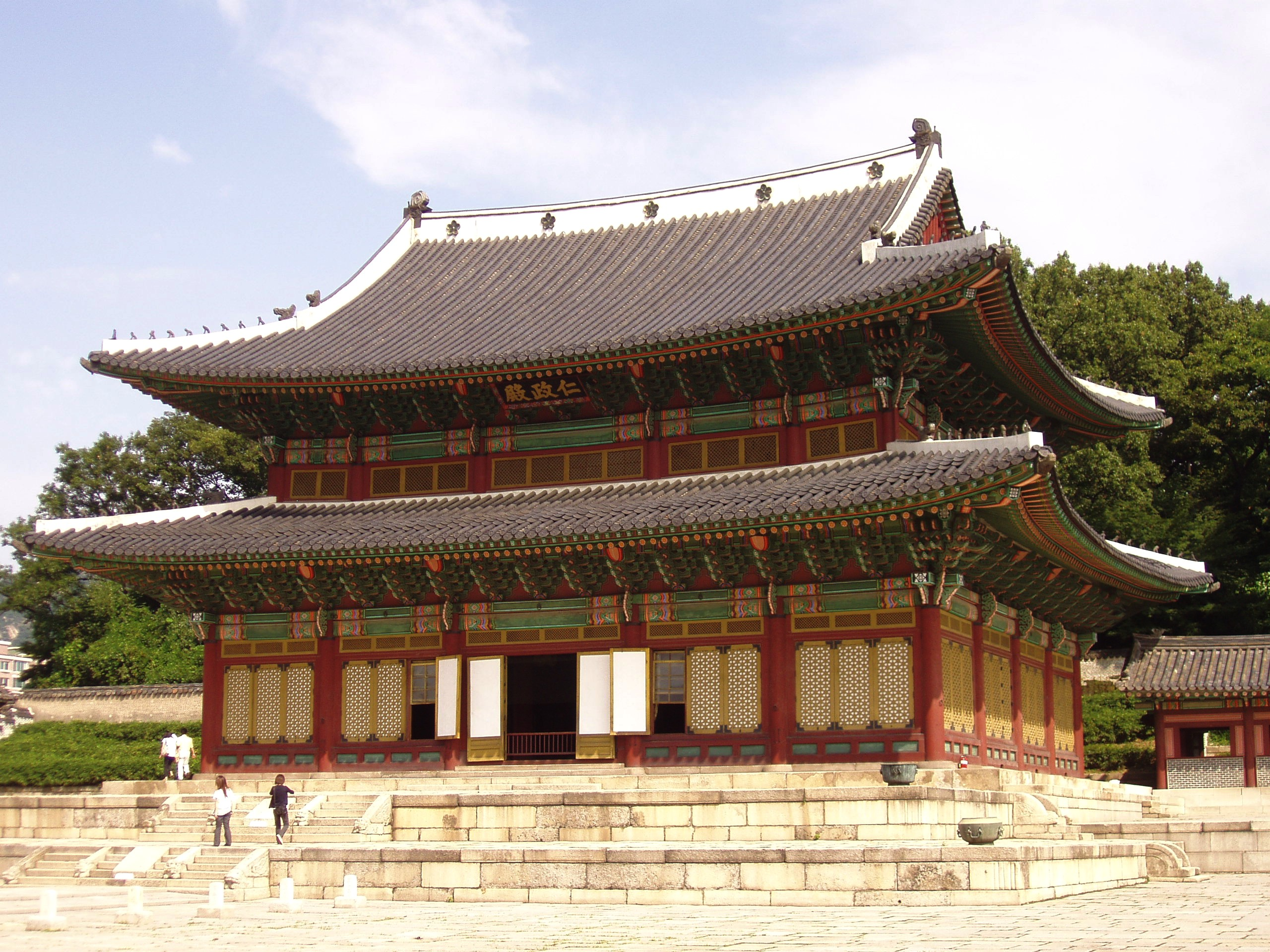
昌德宮仁政殿

通往N首尔塔的南山缆车

首爾是朝鲜王朝500年間的都城，有眾多古跡。朝鲜王朝時代的宮殿、宗廟和其他建築有：景福宮、昌德宮、秘苑、昌慶宮、慶熙宮、德壽宮、雲峴宮、宗廟、社稷、成均館、南大門、東大門、漢城城牆、南漢山城、北漢山城、貞陵、洪陵、宣靖陵、獻仁陵、泰康陵等等。
其他古跡有夢村土城、風納土城、嵯峨山城、死六臣墓、奉恩寺、奉元寺、曹溪寺、獨立門、明洞天主教堂等。
公園和旅遊設施有西大門獨立公園、獎忠壇公園、塔洞公園、樂天世界、孝昌公園、南山谷韓屋村、汝矣島公園、南山公園、奧林匹克公園、社稷公園、龍山家庭公園等。
自然旅遊景點有北漢山國立公園、國立森林園、洪陵樹木園、水落山、仁王山、冠岳山、栗島候鳥棲息地。
文化旅遊景點有首爾「國立現代美術館」（MMCA），興建於2009年，歷時5年，於2013年開幕。600年前是朝鮮王朝王室寺廟與辦事處，1920年日本殖民時，被蓋成軍醫院，1960年代朴正熙的情治國安局，現在是跨越時間空間「沒有圍牆的美術館」。
藝術旅遊景點有首爾漢南洞「三星美術館」（Leeum），最珍貴的館藏是13世紀高麗時代青瓷，三星以自身科技優勢，將館內導覽以「自動感應參觀者位置」提供展品文字及語言導覽，頗受好評。
著名的時尚購物中心為明洞、梨泰院、狎鷗亭洞。古董和特色商品集中在仁寺洞、黃鶴洞和長漢坪。南大門市場和東大門市場是最大的綜合貿易市場。
首爾塔與63大廈是首爾著名地標，近年落成的世界貿易中心與COEX商場則是首爾的人氣熱點。2005年完成修復工程的清溪川成為首爾市中心的休憩地點。

### 休憩场所

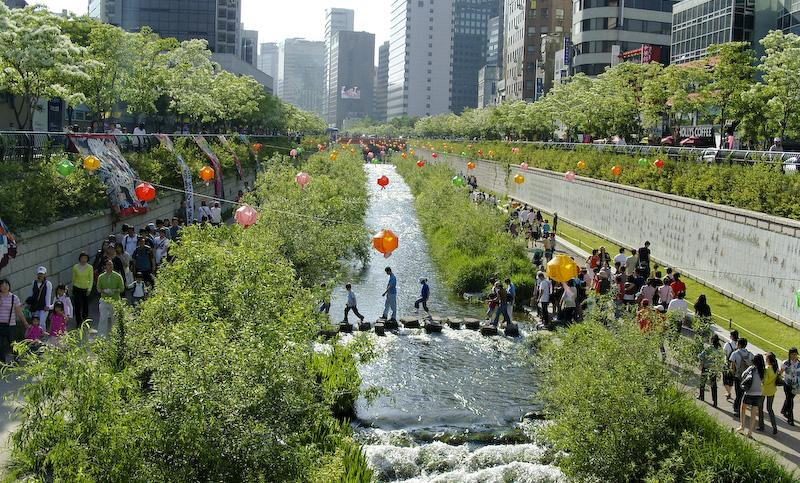
清溪川

首尔的南山公园是重要的休憩场所。在南山上的首尔塔还可以鸟瞰首尔市区。位于松坡区的奥林匹克公园是韩国为举办1988年夏季奥林匹克运动会时而建的公园。塔洞公园原为圆觉寺，公园内的圆觉寺寺址十层石塔是韩国第二号国宝。塔洞公园同时也是韩国三一运动的爆发地。炭川是汉江的一个支流，其两岸的绿地是供人们漫步、骑车的大公园。穿越首尔市中心的清溪川是一条人工河流，全长5.8公里，是首尔市民和游客很喜欢的休闲去处。
首尔都市圈有6个大公园，其中包括2005年开放的首尔森林。韩国首都圈内留有绿化带用于阻止城市蔓延到邻近的京畿道。这些绿化带已经成为人们在周末和假期休闲的好地方。
首尔还拥有世界上第三大的室内主题公园乐天世界，僅次於阿拉伯聯合酋長國的阿布扎比華納兄弟主題公園及杜拜IMG室內冒險樂園

## 姊妹城市
首爾特別市跟下列各城市締結姊妹市：
| - 中華民國 臺北（1968年） - 土耳其 安卡拉（1971年） - 美国 檀香山（1973年） - 美国 旧金山（1976年） - 巴西 圣保罗（1977年） - 哥伦比亚 波哥大（1982年） - 印度尼西亞 雅加達（1984年） - 日本 東京（1988年） - 俄羅斯 莫斯科（1991年） - 新南威爾斯（1991年） - 法國 巴黎（1991年） - 墨西哥 墨西哥城（1992年） - 中华人民共和国 北京（1993年） | - 蒙古国 乌兰巴托（1995年） - 越南 河內（1996年） - 波蘭 华沙（1996） - 埃及 开罗（1997年） - 義大利 罗马（2000年） - 阿斯塔納（2004年） - 美国 華盛頓特區（2006年） - 泰國 曼谷（2006年） - 希腊 雅典（2006年） - 塔什干（2010年） |

## 外部連結
- 首爾特別市政府 （页面存档备份，存于）
- 首尔市政府官方网站：首尔文化网
- 韩国旅游发展局 - 首尔 （页面存档备份，存于）
- Wikitravel旅遊指南 - 首爾 （页面存档备份，存于）（英文）
- OpenStreetMap上有關首爾特別市的地理
- 谷歌地圖 （页面存档备份，存于）